# Jürg Capol
Jürg Capol (ur. 2 lipca 1965 w Chur) – szwajcarski biegacz narciarski, obecnie działacz Międzynarodowej Federacji Narciarskiej.

## Kariera
Startował na igrzyskach olimpijskich w Calgary w 1988 r. Jego najlepszym wynikiem indywidualnym na tych igrzyskach było 22. miejsce w biegu na 15 km techniką klasyczną. Wraz z Andreasem Grünenfelderem, Giachemem Guidonem i Jeremiasem Wiggerem zajął także 4. miejsce w sztafecie 4 × 10 km. Szwajcarzy przegrali walkę o brązowy medal z reprezentantami Czechosłowacji. Na igrzyskach olimpijskich w Lillehammer zajął wraz z kolegami 7. miejsce w sztafecie. W swoim najlepszym starcie indywidualnym, w biegu na 50 km techniką klasyczną, uplasował się na 44 miejscu. Na późniejszych igrzyskach już nie startował. Wystąpił za to na mistrzostwach świta w Falun w 1993 r. W swoim najlepszym występie, w biegu pościgowym, zajął 51. miejsce.
Podczas mistrzostw świata juniorów w Trondheim w 1984 roku zajął trzecie miejsce w sztafecie, a w biegu na 15 km był czternasty. Na rozgrywanych rok później mistrzostwach świata juniorów w Täsch był czwarty w sztafecie, a w biegu na 15 km zajął piętnastą pozycję.
Najlepsze wyniki w Pucharze Świata uzyskał w sezonie 1987/1988, kiedy to zajął 48. miejsce w klasyfikacji generalnej. Nigdy nie stanął na podium zawodów PŚ. Jego najlepszym wynikiem w zawodach Pucharu Świata było 13. miejsce w biegu na 30 km techniką klasyczną rozegranym 9 stycznia 1988 r. w radzieckim Kawgołowie. W 1994 r. zakończył karierę sportową.
Od 2007 r. jest dyrektorem zawodów Pucharu Świata w biegach narciarskich. Wraz z byłym norweskim biegaczem narciarskim Vegardem Ulvangiem stworzył Tour de Ski, jedną z najważniejszych imprez w kalendarzu Pucharu Świata.

## Osiągnięcia

### Igrzyska olimpijskie
| Miejsce | Dzień     | Rok  | Miejscowość | Konkurencja             | Czas biegu | Strata   | Zwycięzca            |
| ------- | --------- | ---- | ----------- | ----------------------- | ---------- | -------- | -------------------- |
| 30.     | 15 lutego | 1988 | Calgary     | 30 km stylem klasycznym | 1:24:26,3  | +7:09,5  | Aleksiej Prokurorow  |
| 22.     | 19 lutego | 1988 | Calgary     | 15 km stylem klasycznym | 41:18,9    | +2:40,6  | Michaił Diewiatjarow |
| 4.      | 22 lutego | 1988 | Calgary     | Sztafeta 4 × 10 km      | 1:43:58,6  | +2:17,7  | Szwecja              |
| 49.     | 14 lutego | 1994 | Lillehammer | 30 km stylem dowolnym   | 1:12:26,4  | +9:54,6  | Thomas Alsgaard      |
| 7.      | 22 lutego | 1994 | Lillehammer | Sztafeta 4 × 10 km      | 1:41:15,0  | +5:57,2  | Włochy               |
| 44.     | 27 lutego | 1994 | Lillehammer | 50 km stylem klasycznym | 2:07:20,3  | +14:28,0 | Władimir Smirnow     |

### Mistrzostwa świata
| Miejsce | Dzień     | Rok  | Miejscowość | Konkurencja             | Czas biegu | Strata  | Zwycięzca                     |
| ------- | --------- | ---- | ----------- | ----------------------- | ---------- | ------- | ----------------------------- |
| 62.     | 22 lutego | 1993 | Falun       | 10 km stylem klasycznym | 24:51,6    | +2:33,9 | Sture Sivertsen               |
| 51.     | 24 lutego | 1993 | Falun       | 10+15 km pościgowy      | 1:01:45,0  | +5:11,0 | Bjørn Dæhlie Władimir Smirnow |
| 9.      | 26 lutego | 1993 | Falun       | Sztafeta 4 × 10 km      | 1:44:14,9  | +3:36,0 | Norwegia                      |

### Mistrzostwa świata juniorów
| Miejsce | Dzień     | Rok  | Miejscowość | Konkurencja             | Wynik     | Strata  | Zwycięzca         |
| ------- | --------- | ---- | ----------- | ----------------------- | --------- | ------- | ----------------- |
| 12.     | 3 lutego  | 1984 | Trondheim   | 15 km stylem klasycznym | 42:13,5   | +1:29,6 | Holger Bauroth    |
| 3.      | 5 lutego  | 1984 | Trondheim   | Sztafeta 3 × 10 km      | 1:33:40,3 | +2:43,1 | ZSRR              |
| 15.     | 14 lutego | 1985 | Täsch       | 15 km stylem klasycznym | 40:01,6   | +1:23,6 | Giennadij Łazutin |
| 4.      | 16 lutego | 1985 | Täsch       | Sztafeta 3 × 10 km      | 1:23:17,1 | +2,5    | ZSRR              |

### Puchar Świata

#### Miejsca w klasyfikacji generalnej
- sezon 1987/1988: 48.
- sezon 1989/1990: 54.
- sezon 1992/1993: 75.

#### Miejsca na podium
Jürg Capol nigdy nie stanął na podium zawodów Pucharu Świata.